# Stacy Bromberg
Stacy Bromberg (Los Angeles, 27 juli 1956 – Las Vegas, 12 februari 2017) was een Amerikaans dartster. Haar bijnaam was The Wish Granter.
Na talloze gevechten tegen kanker stierf Bromberg in haar huis in Las Vegas op 60-jarige leeftijd.

## Loopbaan
Bromberg haalde in 1995 de Winmau World Masters finale maar verloor van Sharon Colclough uit Engeland met 1-3. In 1997 won ze de WDF World Cup Pairs samen met Lori Verrier. In 2002 kwalificeerde ze zich voor de BDO Women's World Darts Championship maar verloor ze in de eerste ronde van Francis Hoenselaar uit Nederland met 0-2. Ze won in 2003 de Las Vegas Desert Classic in haar thuisstad Las Vegas. Ze versloeg Deta Hedman uit Engeland met 6-4. Ook in 2004 haalde ze de finale maar verloor toen van Trina Gulliver uit Engeland met 5-6. In 2009 won ze de WDF World Cup van Julie Gore uit Wales met 7-3.
Ze was de eerste en enige winnaar van de PDC Women's World Darts Championship 2010 van de PDC. Ze versloeg Tricia Wright uit Engeland met 6-5 in the finale. In de halve finale won ze van Anastasia Dobromyslova uit Rusland.
Omdat ze de PDC Women's World Championship had gewonnen, was ze automatisch gekwalificeerd voor de Grand Slam of Darts 2010. Ze verloor alle drie de groepswedstrijden tegen Mervyn King, John Henderson en Terry Jenkins.

## Resultaten op Wereldkampioenschappen

### BDO
- 2002: Kwartfinale (verloren van Francis Hoenselaar met 1-2)

### WDF

#### World Cup
- 1991: Laatste 32 (verloren van Kitty van der Vliet met 2-4)
- 1993: Runner-up (verloren van Kathy Maloney met 2-4)
- 1997: Laatste 64 (verloren van Mandy Solomons met 2-4)
- 1999: Laatste 16 (verloren van Bianka Strauch met 0-4)
- 2005: Laatste 16 (verloren van Heike Jenkins met 3-4)
- 2007: Kwartfinale (verloren van Yukari Nishikawa met 3-4)
- 2009: Winnaar (gewonnen in de finale van Julie Gore met 7-3)

### PDC
- 2010: Winnaar (gewonnen in de finale van Tricia Wright met 6-5)

## Gespeelde WK-finales
- 2010: Stacy Bromberg - Tricia Wright 6 - 5 ('best of 11 legs')